# Priscos
Priscos es una freguesiaportuguesa perteneciente al municipio de Braga. Posee un área de 3,72 km² y una población total de 1301 habitantes (2001). La densidad poblacional asciende a 349,7 hab/km².
- Datos: Q1474626
- Multimedia: Priscos / Q1474626